# Alfa-N-arabinofuranozidaza
Alfa-N-arabinofuranozidaza (EC 3.2.1.55, arabinozidaza, alfa-arabinozidaza, alfa--arabinozidaza, alfa-arabinofuranozidaza, polisaharidna alfa--arabinofuranozidaza, alfa--arabinofuranozid hidrolaza, L-arabinozidaza, alfa-L-arabinanaza) je enzim sa sistematskim imenom alfa-L-arabinofuranozid arabinofuranohidrolaza. Ovaj enzim katalizuje sledeću hemijsku reakciju
hidroliza terminalnih neredukujućih alfa-L-arabinofuranozidnih ostataka u alfa-L-arabinozidima
Ovaj enzim deluje na alfa--arabinofuranozide, alfa-L-arabinane koji sadrže (1,3)- i/ili (1,5)-veze, arabinoksilane i arabinogalaktane.

## Literatura
- Nicholas C. Price; Lewis Stevens (1999). Fundamentals of Enzymology: The Cell and Molecular Biology of Catalytic Proteins (Third изд.). USA: Oxford University Press. ISBN 019850229X.
- Eric J. Toone (2006). Advances in Enzymology and Related Areas of Molecular Biology, Protein Evolution (Volume 75 изд.). Wiley-Interscience. ISBN 0471205036.
- Branden C; Tooze J. Introduction to Protein Structure. New York, NY: Garland Publishing. ISBN 0-8153-2305-0.
- Irwin H. Segel. Enzyme Kinetics: Behavior and Analysis of Rapid Equilibrium and Steady-State Enzyme Systems (Book 44 изд.). Wiley Classics Library. ISBN 0471303097.
- William P. Jencks (1987). Catalysis in Chemistry and Enzymology. Dover Publications. ISBN 0486654605.

## Spoljašnje veze
- Alpha-N-arabinofuranosidase на 